# Silsbee (Texas)
Silsbee es una ciudad ubicada en el condado de Hardin en el estado estadounidense de Texas. En el Censo de 2010 tenía una población de 6611 habitantes y una densidad poblacional de 330,25 personas por km².

## Geografía
Silsbee se encuentra ubicada en las coordenadas 30°20′44″N 94°10′36″O / 30.34556, -94.17667. Según la Oficina del Censo de los Estados Unidos, Silsbee tiene una superficie total de 20.02 km², de la cual 19.89 km² corresponden a tierra firme y (0.65%) 0.13 km² es agua.

## Demografía
Según el censo de 2010, había 6611 personas residiendo en Silsbee. La densidad de población era de 330,25 hab./km². De los 6611 habitantes, Silsbee estaba compuesto por el 65.81% blancos, el 30.27% eran afroamericanos, el 0.38% eran amerindios, el 0.59% eran asiáticos, el 0.02% eran isleños del Pacífico, el 1.39% eran de otras razas y el 1.54% pertenecían a dos o más razas. Del total de la población el 4.04% eran hispanos o latinos de cualquier raza.